# Lulama Musti De Gennaro
Lulama Musti De Gennaro (Roma, 21 gennaio 1983) è una pallavolista italiana.
Gioca nel ruolo di centrale nella Beng Rovigo Volley.

## Carriera
La carriera di Lulama Musti De Gennaro comincia nel 1998 giocando per il Volleyrò Casal de' Pazzi, in Serie B1; nel 2000 entra a far parte del progetto federale del Club Italia, dove resta per una stagione.
Nella stagione 2001-02 fa il suo esordio nella pallavolo professionistica con la Roma Pallavolo disputando il campionato di Serie A2: nella stessa categoria giocherà anche per la Romanelli Volley di Firenze, il Team Volley Imola, la Pallavolo Aragona e la Virtus Roma, con la quale sfiora la promozione in Serie A1 nella stagione 2006-07: in questi anni ottiene qualche convocazione in nazionale, disputando tornei minori.
Tuttavia nella stagione 2007-08 fa il suo esordio in Serie A1 con l'Asystel Volley di Novara, anche se a metà stagione viene ceduta al Volley 2002 Forlì; nell'annata successiva gioca per la Pallavolo Cesena.
Nella stagione 2009-10 torna nuovamente in serie cadetta ingaggiata dall'Aprilia Volley con la quale conquista la Coppa Italia di categoria e la promozione in Serie A1; l'annata successiva resta sempre in Serie A2 con il Parma Volley Girls, conquistando una nuova promozione.
Nella stagione 2011-12 viene ingaggiata dalla Robursport Volley Pesaro: a fine campionato si ritira dall'attività agonistica trascorrendo un breve periodo in Australia. Nel marzo 2013 ritorna in Italia, riprendendo a giocare a pallavolo nel campionato di Serie B1 con il Volleyrò Casal de' Pazzi, con cui termina la stagione 2012-13.
Nell'annata 2013-14 passa al Promoball Volleyball Flero, in serie cadetta, mentre nella stagione successiva resta nella stessa categoria vestendo la maglia della Beng Rovigo Volley.

## Palmarès

### Club
- Coppa Italia di Serie A2: 1

2009-10

### Nazionale (competizioni minori)
- Trofeo Valle d'Aosta 2006